# Spinoberea cephalotes
Spinoberea cephalotes är en skalbaggsart som först beskrevs av J. Linsley Gressitt 1942.  Spinoberea cephalotes ingår i släktet Spinoberea och familjen långhorningar. Inga underarter finns listade i Catalogue of Life.